# مارکوس آیبگر
مارکوس آیبگر (آلمانی: Markus Eibegger؛ زادهٔ ۱۶ اکتبر ۱۹۸۴) دوچرخه‌سوار اهل اتریش است.